# Кургапкина, Нинель Александровна
Нине́ль (Нине́лла) Алекса́ндровна Курга́пкина (13 февраля 1929, Ленинград — 8 мая 2009[…], Белоостров, Санкт-Петербург) — советская балерина, советский и российский балетный педагог. Народная артистка СССР (1974).

## Биография
В 1947 году окончила Ленинградское хореографическое училище.
С 1947 по 1981 год танцевала на сцене театра оперы и балета имени С. М. Кирова в Ленинграде.
Была первой партнёршей Рудольфа Нуреева и Михаила Барышникова.
Более сорока лет посвятила педагогической деятельности. С 1969 года — педагог класса усовершенствования и репетитор театра им. С. Кирова.
В 1982 году окончила балетмейстерское отделение Ленинградской консерватории.
В 1982—1990 годах преподавала в Ленинградском хореографическом училище. Среди её учениц — Ульяна Лопаткина, Ирма Ниорадзе, Жанна Аюпова.
Творчеству балерины посвящены телефильмы-концерты «Танцует Нинелла Кургапкина» (1974) и «Бенефис народной артистки СССР Нинеллы Кургапкиной» (1980).

### Гибель
Скончалась 10 мая 2009 года в результате дорожно-транспортного происшествия, случившегося 8 (по другим источникам — 7) мая 2009 года в посёлке Белоостров Курортного района Санкт-Петербурга. Виновник инцидента остался неизвестным, поскольку танцовщицу с многочисленными переломами обнаружили в канаве между железнодорожными путями и автомобильной трассой у станции Белоостров. Прощание с балериной прошло 14 мая 2009 года в Мариинском театре, после чего её тело было кремировано. Урна с прахом захоронена на Ново-Волковском кладбище в Санкт-Петербурге рядом с родными.

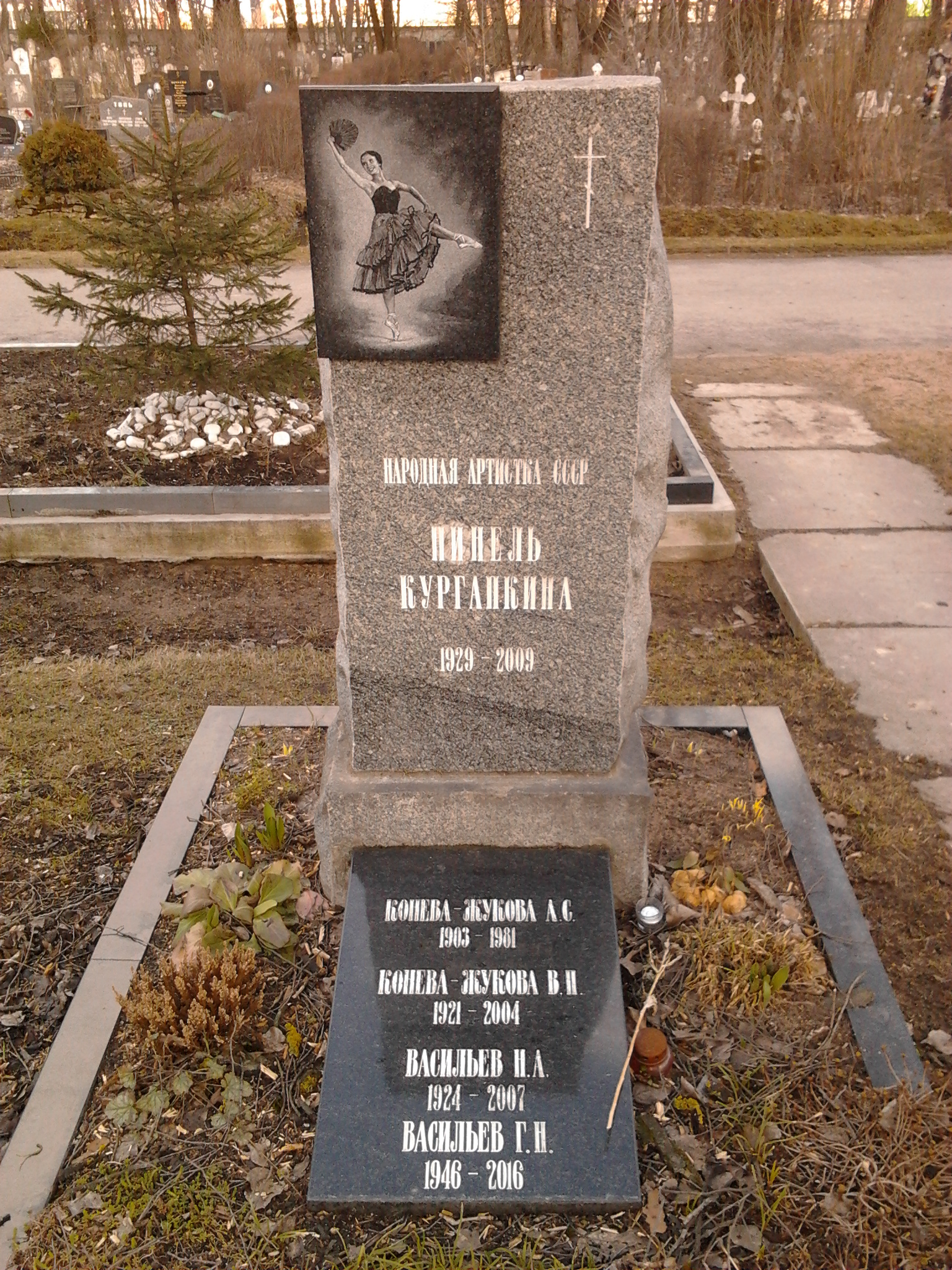
Надгробие Н. А. Кургапкиной на Ново-Волковском кладбище Санкт-Петербурга

## Семья
- Муж — Николай Зубковский (1911—1971) — солист балета, балетмейстер, педагог. Заслуженный артист РСФСР (1939).

## Звания и награды
- Всемирный фестиваль молодёжи и студентов (Первая премия, Бухарест, 1953)
- Заслуженная артистка РСФСР (1957)
- Народная артистка РСФСР (1966)
- Народная артистка СССР (1974)
- Орден Дружбы (2008)[12]
- Театральная премия Санкт-Петербурга «Золотой софит» (2007) — «За творческое долголетие и уникальный вклад в театральную культуру Санкт-Петербурга».

## Балетные партии
- 1953 — «Родные поля» Н. П. Червинского — Галя (первая исполнительница)
- 1980 — «Ревизор» А. В. Чайковского — Анна Андреевна (первая исполнительница)
- «Медный всадник» Р. М. Глиэра — Параша
- «Пламя Парижа» Б. В. Асафьева — Жанна
- «Гаянэ» А. И. Хачатуряна — Гаянэ
- «Дон Кихот» Л. Минкуса — Китри
- «Спящая красавица» П. И. Чайковского — Аврора, фея Смелости, фея Бриллиантов
- «Щелкунчик» П. И. Чайковского — Маша
- «Легенда о любви» А. Д. Меликова — Ширин
- «Фауст» Ш. Гуно — Вакханка в балетной картине «Вальпургиева ночь»
- «Шурале» Ф. З. Яруллина — Сюимбике
- «Жизель» А. Адана — Жизель и Мирта
- «Баядерка» Л. Минкуса — Гамзатти
- «Лебединое озеро» П. И. Чайковского — Одетта-Одиллия
- «Шопениана» на музыку Ф. Шопена (7-й и 11-й вальсы)
- «Карнавал» на музыку Р. Шумана — Коломбина
- «Берег надежды» А. П. Петрова — Любимая
- «Отелло» А. Д. Мачавариани — Эмилия
- «Хореографические миниатюры», миниатюры «Венский вальс» на музыку Р. Штрауса, «Конькобежцы» на музыку Б. П. Кравченко, «Полётный вальс»
- «Золушка» С. С. Прокофьева — Золушка и Злюка
- «Сотворение мира» Д. Мийо — Чертовка
- «Конёк-Горбунок» Ц. Пуни — Царь-девица
- «Раймонда» А. К. Глазунова — подруга Раймонды
- «Лауренсия» А. А. Крейна — Лауренсия

## Фильмография
- 1960 — Хореографические миниатюры (фильм-спектакль)
- 1968 — Город и песня (фильм-концерт) — танцовщица

### Участие в фильмах
- 1986 — Агриппина Ваганова (документальный)
- 1989 — Зазеркалье (документальный)

### Режиссёр
- 1991 — Конёк-Горбунок (фильм-спектакль)